# Phyllobius betulinus
Phyllobius betulinus é uma espécie de insetos coleópteros polífagos pertencente à família Curculionidae.
A autoridade científica da espécie é Bechstein & Scharfenberg, tendo sido descrita no ano de 1805.
Trata-se de uma espécie presente no território português.